# Boutsen VDS
Boutsen Racing est une écurie de sport automobile belge fondée par Olivier Lainé et Thierry Boutsen. Elle a notamment participé aux 24 Heures du Mans en 2012 et  2013.

## Organisation
L'écurie est aujourd'hui dirigée par Olivier Lainé, l'époux d'Olivia Boutsen, elle-même sœur de Thierry Boutsen. Quant à Kevin Boutsen, le fils de Thierry, il est ingénieur pour l'écurie.

## Historique
En 2009, l'écurie belge prend part à la Formule Le Mans Cup.
En 2013, l'écurie participe aux 24 Heures du Mans avec une Oreca 03 en catégorie LMP2.
En 2017, l'écurie est engagée en TCR Series. En parallèle, une BMW M6 GT3 est engagée en Blancpain GT Sports Club pour Karim Ojjeh. La même année, une Renault R.S.01 est engagée aux 24 Heures de Dubaï.
En 2023, Marc van der Straten, propriétaire du Marc VDS Racing Team, s'associe avec Boutsen Racing. L'équipe est renommée Boutsen VDS et s'engage dans un programme complet en GT World Challenge Europe avec deux Audi R8 LMS GT3.